# Pompa mięśniowa

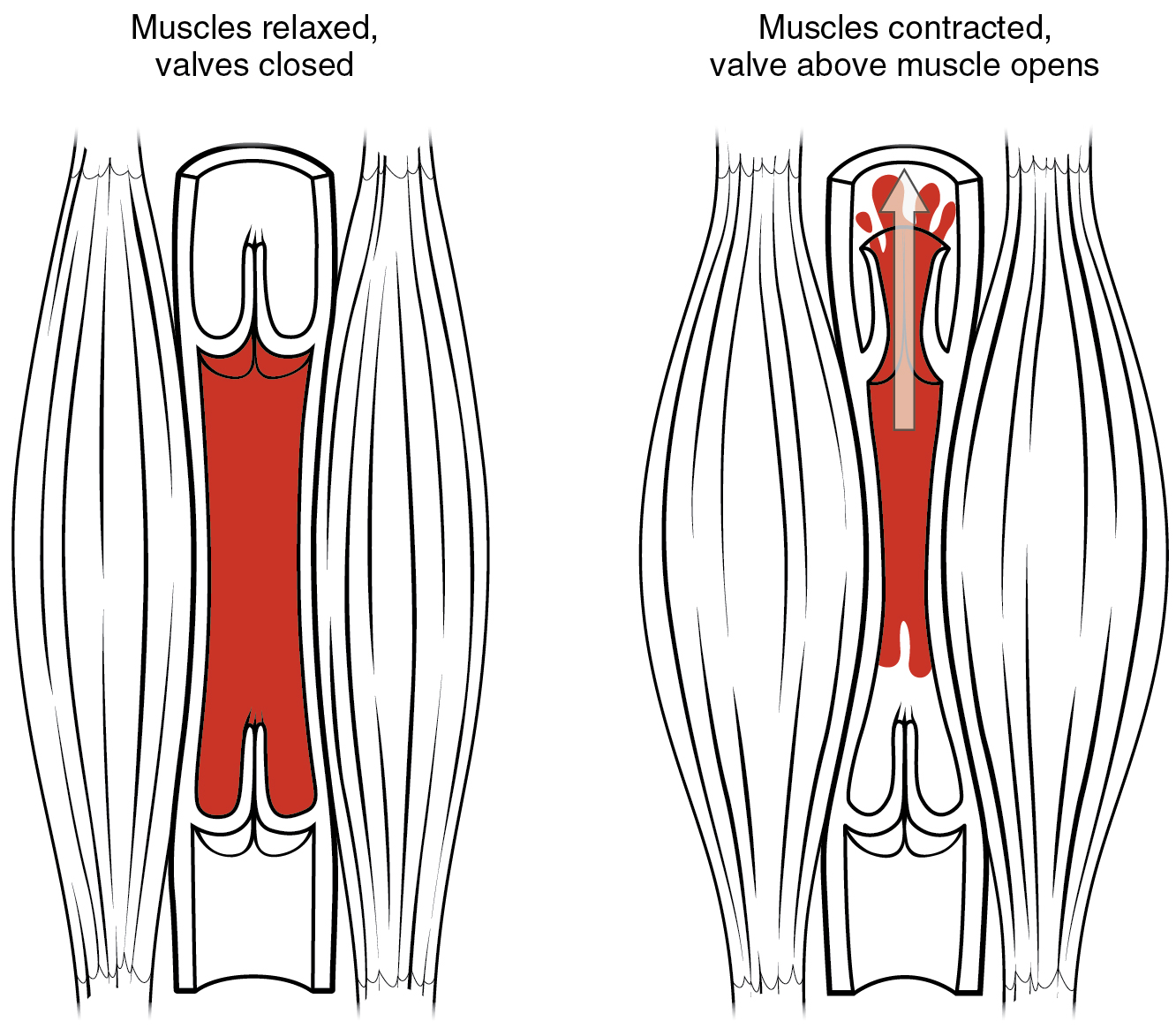
Działanie pompy mięśniowej

Pompa mięśniowa — zespół mięśni szkieletowych wspomaganych serce w krążeniu krwi. Znaczenie pompy mięśniowej rośnie z wiekiem. Rytmiczne skurcze mięśni, wspomagające przepływ krwi i limfy w kierunku serca zapobiegają zaleganiu krwi i limfy w kończynach. Pompa mięśniowa zwiększając przepływ krwi przez pracujące mięśnie kończyn dolnych nawet o 60% w stosunku do maksymalnego przepływu wywołanego przekrwieniem naczyniowym.
W kończynach żyły są otoczone mięśniami, podczas aktywności fizycznej mięśnie uciskają żyły, jak wiadomo, żyły są wyposażone w zastawki zapobiegające przepływowi wstecznemu, więc krew jest zawsze wyciskana w stronę serca. Pompa mięśniowa odgrywa szczególnie ważną rolę w krążeniu żylnym kończyn dolnych, podczas dynamicznej pracy mięśni w pozycji pionowej (marsz, bieg, jazda na rowerze) w naczyniach kończyn dolnych powstaje bardzo duży rytmiczny gradient ciśnienia tętniczo-żylnego, poprawiający przepływ krwi przez pracujące mięśnie.

## Wpływ na zdrowie
W praktyce klinicznej obserwuje się zmniejszenie bólu wywołanego niedokrwieniem u chorych z zaawansowaną miażdżycą kończyn dolnych (choroba Bürgera) po przyjęciu pozycji pionowej lub tylko po opuszczeniu nóg z łóżka, jeśli wykonają skurcze mięśni chorej kończyny.
U osób z żylakami kończyn dolnych, gdzie występuje niewydolność zastawek żylnych i dochodzi do zastoju żylnego i opuchnięcia kostek tzw. pompa mięśniowa jest w stanie wymusić ruch krwi w kierunku serca.
Długotrwałe przebywanie bez ruchu w pozycji stojącej lub siedzącej na skutek nadmiernego rozszerzenia się żył zwiększonym ciśnieniem transmuralnym prowadzi do niedomykalności zastawek żylnych, w takim przypadku, jeśli nie domykają się zastawki pomiędzy żyłami głębokimi a żyłami powierzchniowymi kończyn dolnych to pompa mięśniowa, wyciska krew z żył głębokich w stronę żył powierzchniowych, tworząc dogodne warunki do rozwoju żylaków goleni.